# Jodis delicatula
Jodis delicatula là một loài bướm đêm trong họ Geometridae.